# دانييل أليكسيتش
دانييل أليكسيتش (بالصربية: Данијел Алексић)‏ هو لاعب كرة قدم صربي في خط الوسط ولد في يوم 30 أبريل 1991 في صربيا، لعب سابقاً مع النادي الاهلي السعودي .

## روابط خارجية
- دانييل أليكسيتش على موقع الاتحاد الأوربي (الإنجليزية)
- دانييل أليكسيتش على موقع اتحاد تركيا (لاعب) (الإنجليزية)
- دانييل أليكسيتش على موقع قاعدة بيانات كرة القدم.إي يو (الإنجليزية)
- دانييل أليكسيتش على موقع ناشيونال فوتبول تيمز (الإنجليزية)
- دانييل أليكسيتش على موقع Soccerway.com (الإنجليزية)
- دانييل أليكسيتش على موقع عالم كرة القدم.نت (الإنجليزية)
- دانييل أليكسيتش على موقع AS.com (الإسبانية)